# 貝爾瓦爾德 (瓦萊州)

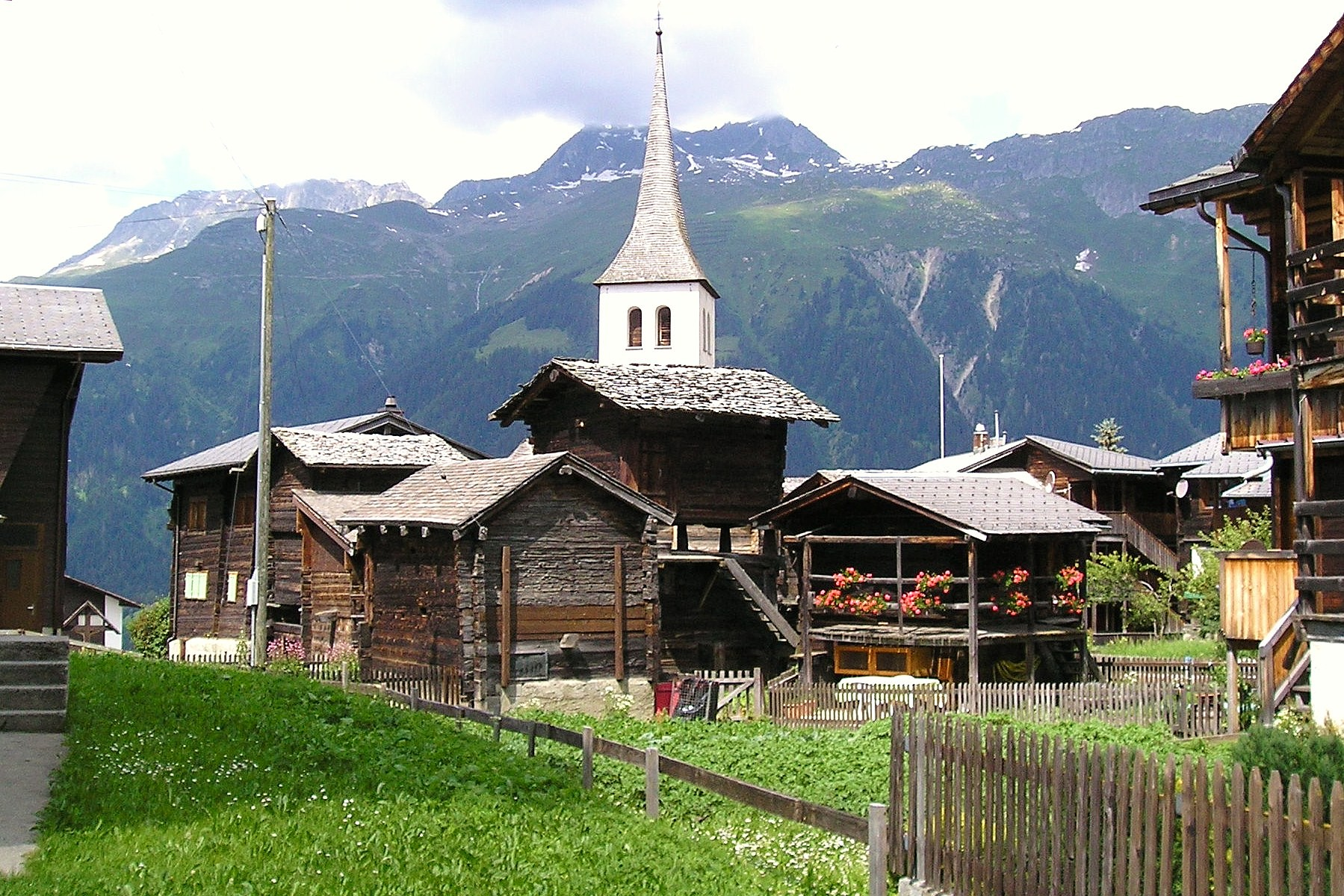

貝爾瓦爾德是瑞士的城鎮，位於該國南部，由瓦萊州負責管轄，面積13.69平方公里，海拔高度1,560米，2011年人口438，八成人口信奉羅馬天主教，人口密度每平方公里32人。

## 外部連結
- http://www.bellwald.ch （页面存档备份，存于）
- https://web.archive.org/web/20080203032842/http://www.bellwald-underground.ch/